# Азам Джах
Азам Джах, Дамат Валашан Сахебзада Наваб Сэр Мир Химаят Али Хан Бахадур Сиддики Баяффенди (урду اعظم جاہ داماد والاشان صاحب زادہ نواب سر میر حمایت علی خان بہادر بے آفندی‎;
22 февраля 1907 года — 9 октября 1970) — хайдарабадский принц, старший сын седьмого и последнего низама Хайдарабада Асафа Джаха VII.

## Биография
Родился 22 февраля 1907 года. Старший сын седьмого и последнего низама Хайдарабада Мира Османа Али Хана Асифа Сиддики Джаха VII и Сахебзади Азам уннисы Бегум, дочери Сахебзады Мира Джангира Али Хана Сиддики. В 1936 году ему был предоставлен почетный титул принца Берарского. Территория княжества Хайдарабад была бессрочно арендована англичанами и управлялась ими.
12 ноября 1932 года в Ницце Азам Джах женился на османской принцессе Дюррюшехвар-султан (1914—2006), дочери последнего халифа из династии Османов, Абдул-Меджида II. Их брак распался после рождения двух сыновей (Мукаррам Джах и Муффакхам Джах).
После смерти 7-го низама в 1967 году титул перешел к старшему сыну Азама Джаха, Сахибзаде Мир Баркату Али Хану Сиддики Мукаррам Джаху, как восьмому низаму Хайдарабада.
Азам Джах проживал в Беллас-Висте, Хайдарабад, в 10-акровом дворце (40 000 м²), недалеко от озера Хуссейн-Сагар.

## Титулы
- 1907—1912: Второй Вали Ахад Наваб Мир Химаят 'Али Хан Сиддики Бахадур
- 1912—1934: Вали Ахад Сахебзада Наваб Мир Химаят 'Али Хан Бахадур
- 1934—1937: Майор Его Высочество Азам Джах, Валашан Сахебзада Наваб Мир Химаят 'Али Хан Сиддики Бахадур, принц Берара
- 1937—1942: Генерал Его Высочество Азам Джах, Валашан Сахебзада Наваб Мир Химаят 'Али Хан Сиддики Бахадур, принц Берара
- 1942—1947: Генерал Его Высочество Азам Джах, Валашан Сахебзада Наваб Мир Сэр Химаят 'Али Хан Сиддики Бахадур, принц Берара, кавалер Ордена Британской империи
- 1947—1970: Генерал Его Высочество Азам Джах, Валашан Сахебзада Наваб Мир Сэр Химаят 'Али Хан Сиддики Бахадур, принц Берара, кавалер Ордена Индийской империи, кавалер Ордена Британской империи.

## Награды и наследие
- 1935 — Медаль Серебряного юбилея короля Георга V
- 1937 — Коронационная медаль Георга VI
- 1937 — Серебряная Юбилейная Медаль Низама
- 1942 — Медаль Победы в Тунисе
- 1943 — Рыцарь Большого креста Ордена Британской империи (GBE)
- 1945 — Медаль Обороны
- 1945 — Военная Медаль 1939—1945
- 1945 — Хайдарабадская Военная Медаль
- 1945 — Хайдарабадская Медаль За Заслуги
- 1946 — Рыцарь — великий командор ордена Индийской империи (GCIE)
- Химаятнагар (Хайдарабад) назван в его честь[2].
- Озеро Химаят-Сагар названо в его честь[3].